# 李德輝
李德辉（1218年—1280年），字仲实，元朝通州潞县（今北京市通州区）人。
李德辉少年丧父，家贫，致力于学。三十岁时，1247年，经刘秉忠推荐，入忽必烈幕府，为他管理封地财赋，并侍王子真金讲读。中统元年（1260年），为燕京宣抚使。至元元年（1264年），为山西宣慰使、太原路总管。至太原后，崇学校，劝耕桑，立社仓，一权度。至元五年（1268年），升为右三部尚书。至元十一年（1274年），为安西王相，经营关中屯田。至元十二年（1275年），奉命以王相抚四川，参与攻克泸州，围重庆，取合州，破成都，平定川蜀。追责以杀掠为利的诸将。至元十四年（1277年），兼西川行枢密院副使。至元十七年（1280年），为安西行省左丞，今贵州境内的西南夷罗施鬼国复叛，于是他奉命率兵三万人讨平罗施鬼国，鬼国酋长阿察熟知他名，便至播州降附，元朝在其地设顺元路。不久李德辉去世。